# 오다니촌
오다니촌(小谷村)은 시가현 히가시아자이군에 설치되었던 촌이다. 현재의 나가하마시에 해당한다.